# Pieter Paans
Pieter Lieuwe Paans (Werkendam, 1966) is een Nederlandse bestuurder en CDA-politicus.

## Biografie
Paans ging in 1990 na zijn meao-opleiding aan de slag bij Sony. In 25 jaar werd hij als controller eindverantwoordelijk voor de financiële administratie van de distributie in Noordwest-Europa. Daarnaast vervulde hij diverse taken binnen de kerkelijke gemeente van Numansdorp.
Paans is sinds 1997 politiek actief voor het CDA. Van 2006 tot 2014 was hij gemeenteraadslid en fractievoorzitter van het CDA in Cromstrijen en van 2014 tot 2018 was hij er wethouder en locoburgemeester. Vanaf 2018 was hij wethouder en locoburgemeester in Papendrecht.
Paans werd op 27 oktober 2021 door de gemeenteraad van Krimpenerwaard voorgedragen als nieuwe burgemeester. Op 10 december van dat jaar werd bekend dat de ministerraad, op voorstel van de minister van Binnenlandse Zaken en Koninkrijksrelaties, had besloten hem voor te dragen voor benoeming bij koninklijk besluit met ingang van 20 januari 2022. De installatie vond ook plaats op 20 januari van dat jaar.
Op 16 mei 2022 trad Paans terug als burgemeester van Krimpenerwaard, na een melding van grensoverschrijdend gedrag. Met ingang van 25 mei 2022 werd Pauline Bouvy-Koene benoemd tot waarnemend burgemeester van Krimpenerwaard.

## Privéleven
Paans is getrouwd en heeft twee kinderen.